# Jovan Cvijić
Jovan Cvijić, cyr.: Јован Цвијић (ur. 11 października 1865 w Loznicy, zm. 16 stycznia 1927 w Belgradzie) – serbski geograf.
Początkowo studiował w Belgradzie, gdzie ukończył studia w roku 1888. Następnie studiował na uniwersytecie w Wiedniu, który ukończył w roku 1892, a gdzie rok później się doktoryzował.
Od marca 1893 roku został profesorem uniwersytetu w Belgradzie. W latach 1906-1907 i 1919-1920 sprawował funkcję rektora tej uczelni.
Całokształt jego pracy naukowej dał znaczący wkład przede wszystkim z zakresu geomorfologii, jego czołowym dziełem jest książka Półwysep Bałkański.
W latach 1921–1927 był przewodniczącym Królewskiej Serbskiej Akademii Nauk.
Jovan Cvijić był uczonym wielokrotnie wyróżnianym i wybieranym członkiem wielu towarzystw
naukowych, w tym honorowym członkiem Polskiego Towarzystwa Geograficznego.